# Selex ES Falco
Il Falco è un aeromobile a pilotaggio remoto (APR) progettato e costruito dall'azienda italiana Selex ES (oggi Leonardo). L'APR è di tipo “media altitudine, media autonomia” ed è stato progettato per scopi di sorveglianza; può trasportare diversi tipi di carico, tra cui vari sensori ad alta risoluzione; non è tuttavia in grado di trasportare armamenti. Il cliente di lancio, il Pakistan, ha chiesto che venisse prodotta una versione del Falco armata: tale versione, denominata Falco Evo, è in grado di trasportare missili e bombe guidati.

## Sviluppo
- Il primo volo del Falco è avvenuto nel dicembre 2003 e nell'ottobre 2004 Galileo Avionica ha completato il processo di omologazione dell'APR. Sono state condotte più di 40 ore di volo di prova presso il Poligono sperimentale e di addestramento interforze del Salto di Quirra, in Sardegna. L'omologazione dei controlli di volo è stata completata nel settembre 2004, la prova dei sistemi di bordo è cominciata all'inizio del 2005 e l'integrazione dei sensori elettro-ottici nel luglio 2005; il radar è stato installato nel 2006.
- Nel gennaio 2007 Galileo Avionica ha completato le prove in fabbrica e ha cominciato la consegna dei primi Falco al cliente di lancio, il Pakistan.
- Nel marzo 2009 è stato annunciato lo sviluppo di una versione modificata dell'APR chiamata Falco Evo. Tra le sue caratteristiche, travi di coda più grandi, apertura alare quasi raddoppiata a 12,5 metri e carico utile aumentato da 70 kg a 100 kg.
- Intanto il Pakistan ha ordinato 5 sistemi, composti da 25 aeromobili Falco, unità di scorta e stazioni di terra. Due dei sistemi sono entrati in servizio nel marzo 2009, altri due sono stati consegnati e l'assemblaggio del quinto è avvenuto in Pakistan.
- Nell'agosto 2009 il Falco ha completato le prove di lancio usando una catapulta pneumatica Robonic MC2555LLR. Il Pakistan ha cominciato la costruzione del Falco presso il Pakistan Aeronautical Complex a Kamra, nel distretto di Attock.
- Nel settembre 2009 è avvenuto il primo volo del Falco con a bordo un radar ad apertura sintetica AESA chiamato PicoSAR.
- SELEX Galileo, diventata poi Selex ES, ha annunciato il 23 luglio 2012 che il Falco Evo ha completato con successo il suo primo volo di 40 minuti nella base aerea di Cheshnegirovo in Bulgaria.
- Nell'agosto 2013 il Falco è stato selezionato dall'Organizzazione delle Nazioni Unite per essere dispiegato nella Repubblica Democratica del Congo per monitorare i movimenti dei gruppi armati nella regione per meglio proteggere i civili.

## Progetto
Il sistema Falco è composto da:
- stazione di terra (Ground Control Station, GCS);
- ricevitore dati di terra (Ground Data Terminal, GDT);
- equipaggiamento di supporto di terra (Ground Support Equipment, GSE);
- 4 APR Falco con carico utile indicato dall'utilizzatore.

L'APR Falco è lungo 5,2 metri (17 ft), alto 1,8 metri (6 ft), ha un'apertura alare di 7,3 metri (24 ft) e una velocità massima di 216 km/h (134 mph). L'altitudine massima è di 5 000 metri (16 400 ft) e ha un'autonomia di 14 ore. Insieme al velivolo Selex ES fornisce una serie di sensori, tra i quali la torretta elettro-ottica/infrarossa EOST 46, il radar di sorveglianza multimodale Gabbiano 20 e il radar PicoSAR.

## Falco EVO
Il Falco EVO è una versione evoluta del Falco, progettata per offrire prestazioni di fascia più alta.  Questa versione è progettata per operare in un'ampia gamma di missioni, integrando ruoli militari come sorveglianza, con missioni di governo/commerciali, come il pattugliamento di frontiera o il monitoraggio ambientale. L'EVO presenta quindi un motore più potente, fornendo una capacità di carico aumentata a 100 kg, oltre a lunghezza incrementata a 6,2 m, apertura alare di 12,5 m, altezza di 2,5 m, peso max al decollo di 650 kg e ad un'autonomia di oltre 20 ore. Tra gli strumenti di cui è equipaggiato bisogna considerare il radar Gabbiano Ultra Light, per missioni diurne e notturne a lungo raggio, il sistema di ottica a infrarossi ad alta definizione e un collegamento dati satellitari oltre la linea di vista.
Nel dicembre 2018 è iniziata una campagna di voli di 300 ore, facente parte del programma europeo Frontex. I voli partono dall'aeroporto di Lampedusa, avvengono nello spazio aereo civile italiano e maltese e sono pianificati dalla Guardia di Finanza, sotto il coordinamento del Ministero dell'Interno. Tra il 19 e il 24 maggio 2019 è stata svolta a Lampedusa una simulazione su vasta scala per testare le potenzialità del Falco EVO in operazioni di emergenza e di salvaguardia delle popolazioni: in particolare è stato impiegato nella simulazione di eventi catastrofici, come in caso di terremoto.
Gli attuali velivoli Falco possono essere convertiti in modelli EVO attraverso l'aggiunta ali più lunghe e un piano di coda allungato, consentendo al sistema di volare a un’altitudine di 6.000 metri con un raggio operativo di oltre 200 km in linea di vista (LOS – line of sight).

## Utilizzatori

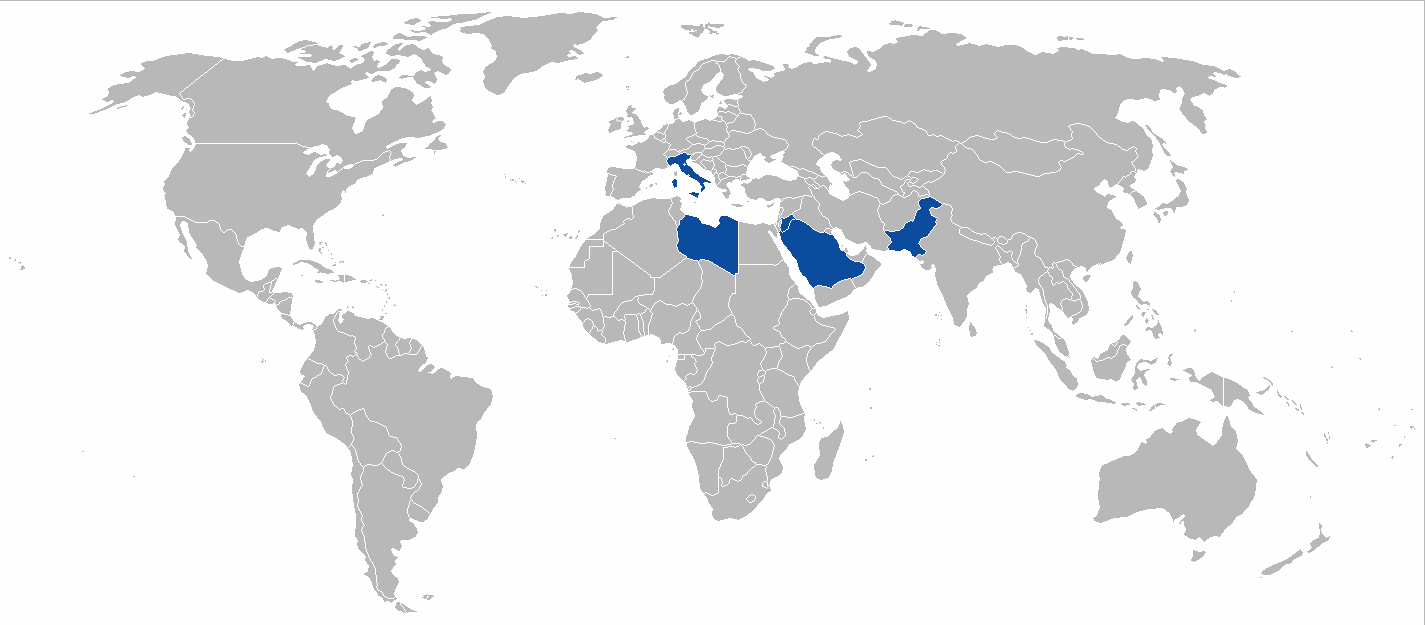
Utilizzatori del Falco e del Falco Evo nel mondo.

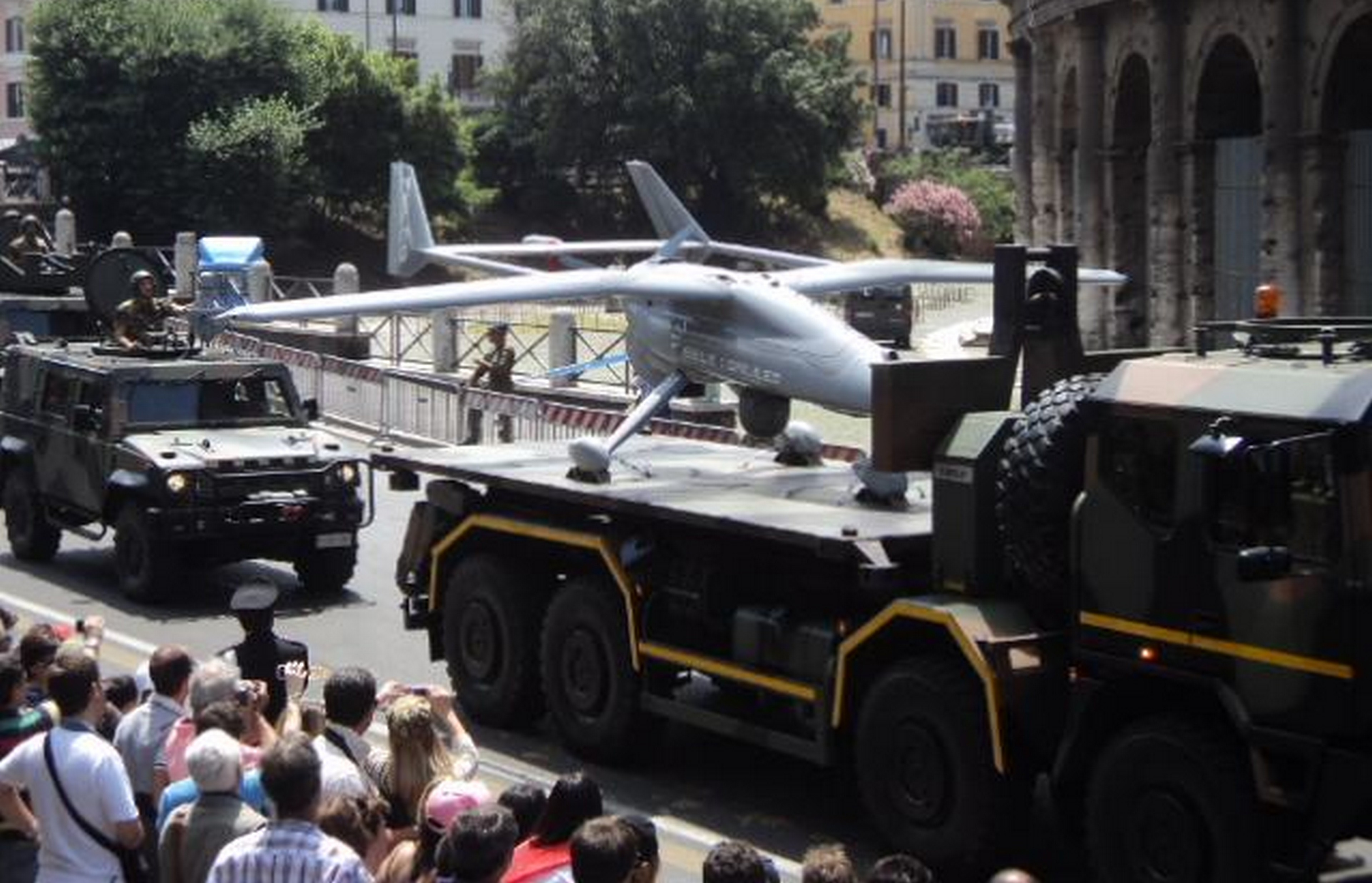
Esemplare esposto durante la Festa della Repubblica Italiana 2011

Il Falco è l'unico sistema APR tattico sviluppato completamente in Europa ad essere esportato ed utilizzato in operazioni. L'azienda israeliana Elbit Systems ha ordinato a Selex ES il radar Gabbiano per i suoi APR Hermes 450 e Hermes 900 per sorveglianza a lungo raggio su mare e su terra. Il Falco è stato acquistato dai seguenti paesi:
 Pakistan
- Pakistani Fida'iyye

Nel gennaio 2007 il Pakistan è diventato il primo cliente estero del Falco, ordinandone 25 esemplari che risultano tutti in servizio al maggio 2019.
 Libia
- Al-Quwwat al-Jawwiyya al-Libiyya

Nel luglio 2009 è stato siglato un accordo per la vendita del Falco alla Libia.
 Giordania
- Al-Quwwat al-Jawwiyya al-malikiyya al-Urdunniyya

Nel novembre 2009 le forze armate giordane hanno stretto un accordo con SELEX Galileo per sviluppare in Giordania tecnologie APR e sensori elettro-ottici basati sul sistema Falco per le forze speciali giordane. 4 esemplari consegnati nel 2010 e ritirati all'inizio del 2018, 2 dei quali persi in incidenti.
 Arabia Saudita
- Al-Quwwat al-Jawwiyya al-Sa'udiyya

Il 13 luglio 2012 è stato siglato un accordo per la vendita del Falco all'Arabia Saudita. Questo ha portato a più di 50 i velivoli Falco operativi nel mondo.
 Turkmenistan
- Turkmenistan Air Force

Nel 2011 il Turkmenistan ha acquistato 3 sistemi Falco XN, per un valore di 8,7 milioni di euro.
 Nazioni Unite
Le forze di peacekeeping dell'ONU utilizzano il Falco nella Repubblica Democratica del Congo. Sono impiegati 5 esemplari di Falco, consegnati nel luglio 2013 con un contratto di $50 milioni.

## Impiego operativo
Dopo aver acquistato 24 Falco, l'aeronautica del Pakistan li ha dispiegati nella valle dello Swat. È stato inoltre siglato un accordo tra SELEX Galileo e il Pakistan Aeronautical Complex, una compagnia statale del settore della difesa, per produrre il Falco in Pakistan. Il Pakistan ha optato per il Falco, un APR privo di armamenti, dopo che gli Stati Uniti hanno rifiutato di vendere al Pakistan i loro APR più avanzati per proteggere le loro tecnologie sensibili.
Si ritiene che il Falco sia stato usato durante le operazioni del 2009 nella valle dello Swat per localizzare le infrastrutture utilizzate dai rivoltosi.
Uno degli APR costruiti in Pakistan è precipitato in una base militare. Il velivolo ha subito solo lievi danni e non ci sono stati feriti.